# Hidrofobina

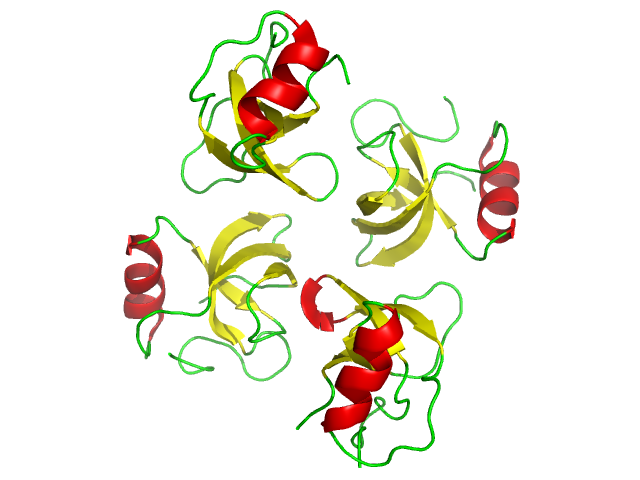
Estrutura da hidrofobina HFBI de Trichoderma reesei

As hidrofobinas são um grupo de pequenas proteínas ricas em cisteína (com aproximadamente 100 aminoácidos) que são expressas apenas por fungos filamentosos. São conhecidas pela sua capacidade para formarem um revestimento hidrofóbico na superfície de um objecto. Foram descobertas pela primeira vez em Schizophyllum commune em 1991. Com base em diferenças nos padrões de hidropatia e propriedades biofísicas, dividem-se em duas categorias: classe I e classe II.
Foram identificadas em ascomicetes e basidiomicetes; não se sabe se existem noutros grupos. São geralmente encontradas na superfície exterior dos conídios e da parede das hifas, e podem estar ligadas à mediação de contacto e comunicação dos fungos com o seu ambiente.